# 学生団体
学生団体（がくせいだんたい）とは学生、特に大学生が中心に活動している団体のことである。活動は主に非営利で行われ、近年は高校生が設立・活動する団体も増加している。

## 活動内容
学生団体は、学生の利益団体として学生の利益や社会正義を追求する団体や社会的意義を掲げ追求する企業やNPOのような法人的性格を有するものから、学生生活の充実を求めるサークル的な性格を有するものまである。
有識者を招いて講演会の実施や、フリーペーパーの作成、清掃活動、さらに企業と提携して製品開発企画に携わったりする学生団体も存在する。
また、2011年の東日本大震災における被災地への支援ボランティアにも学生団体が積極的に参加するなど、社会的に注目されてきている。
学生運動も参照せよ。

## 歴史
イタリアのボローニャ大学は最古の大学組織といわれているが、その大学制度は知識や先端技能を求める人々（学生）が教授陣に対し講義内容や学費について要求を行うために組織化された学生団体ウニベルシタス（universitas）を起源としている。このuniversitasは英語のuniversity（大学）の語源となっている。

## 主な学生団体
- 高校生団体FLAP
- 学生団体ウィーコード
- 学生団体TEIGEN JP
- 学生団体SHINE (シャイン)
- ワイワイ実行委員会
- 学生団体 トップファン
- 学生団体Sentliber
- 学生団体Global Dreamers
- 学生団体BohNo
- 学生団体CORUNUM
- 学生団体BANE↗
- 学生団体MEET
- 学生団体YUZU
- AGESTOCK実行委員会
- 学生団体UMF
- Adolica
- AIESEC
- 名古屋わかもの会議
- ivote
- 学生団体スマセレ
- 学生団体Memory
- 学生団体廃校文化祭実行委員会CSF
- 学生団体Actry
- 学生団体Active
- 学生まちづくり団体こくスマ！